# Amminodifenile
L'amminodifenile è uno degli agenti chimici la cui produzione, lavorazione ed impiego sul lavoro è vietata ai sensi del D. Lgs. 81/08, titolo IX, capo I, art. 228, c. 1, all. XL, qualora usata in concentrazione superiore allo 0,1% in peso.
A questo tipo di composti appartiene il 4-amminodifenile, che è un prodotto secondario del processo di sintesi della difenilammina, della quale ha la stessa formula bruta ma differente formula di struttura.

## Sintesi e reattività
Come altri derivati dell'anilina, il 4-amminobifenile è debolmente basico. Si prepara per riduzione del 4-nitrobifenile che, insieme ai 2-nitroderivati, si ottiene per nitrazione del bifenile. Un'altra reazione per sintetizzare il 4-amminobifenile può essere ottenuta usando 4-azidobifenile mediante reazione con tetraioduro di difosforo (P2I4), che può scindere il legame azoto-azoto. Questa reazione avviene in benzene e successivamente viene aggiunta acqua per favorire la formazione di ammina.

## Tossicità

### Sugli umani
Quando riscaldato fino alla decomposizione,  questo composto esala fumi tossici. Un'eccessiva esposizione per inalazione di 4-amminobifenile può indurre mal di testa, letargia, cianosi e sensazioni di bruciore principalmente nel tratto urinario.
Il 4-amminobifenile è cancerogeno per l'uomo, in particolare per i tessuti che coinvolgono il sistema urinario, cioè la vescica, l'uretere e le pelvi renali. In uno studio, su 171 lavoratori in uno stabilimento che produce 4-amminobifenile, l'11% di loro ha sviluppato tumori alla vescica. I tumori sono comparsi su soggetti che sono stati esposti al 4-amminobifenile in un intervallo di durata da 1,5 a 19 anni. Il composto può essere metabolizzato dall'uomo che può formare addotti con DNA nella mucosa uroteliale umana e nei tessuti tumorali della vescica. I livelli di questi addotti nei fumatori di tabacco biondo e nero sono risultati proporzionali al rischio di cancro alla vescica.

### Sugli animali
L'DL50 (cani, orale) è di 25 mg/kg. La LD50 orale per i ratti è di 500 mg/kg di peso corporeo e per i conigli è di 690 mg /kg di peso corporeo. La somministrazione orale ripetuta di una soluzione di 4-amminobifenile al 25% in olio di oliva ha portato i conigli a perdita di peso, anemia, diminuzione del numero di linfociti, aumento dei granulociti o dei granulociti neutrofili e ad una pronunciata ematuria o emoglobinuria.